# Awareness-Team

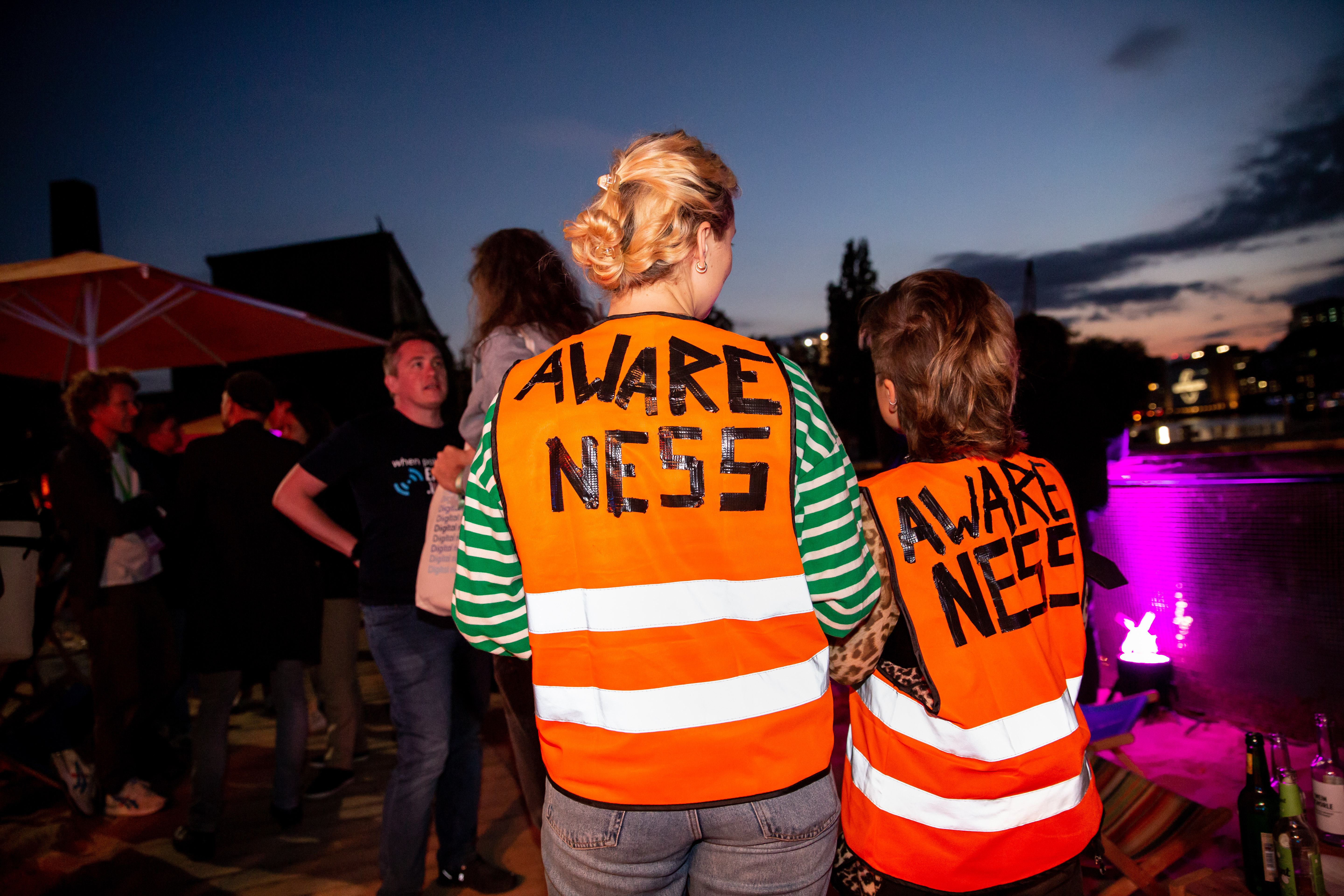
Mitglieder des Awareness-Teams der re:publica mit Warnwesten (2022)

Als Awareness-Team (englisch Awareness: Aufmerksamkeit, Bewusstsein, Achtsamkeit, Beachtung) wird im deutschsprachigen Raum eine Gruppe von Personen bezeichnet, die auf Veranstaltungen Unterstützung gegen Diskriminierung, übergriffiges Verhalten und sexuelle Belästigung bieten soll.

## Begriff „Awareness“
Der Begriff Awareness heißt übersetzt Bewusstsein und Achtsamkeit und leitet sich von englisch „to be aware“ (aufmerksam sein) ab. Ziel von Awareness im Rahmen von Awareness-Teams ist es, konsensbasiertes Handeln zu fördern und Strukturen der Ausgrenzung und Ungleichheit abzubauen. Das Konzept entstand in der antirassistischen Bildungsarbeit. Im US-amerikanischen Raum tauchte der Begriff etwa ab den späten 1980er-Jahren zunehmend in pädagogischer Literatur auf, die sich mit Bildungsarbeit und Diskriminierung befasst.
Er ist nicht zu verwechseln mit Awareness in anderer Bedeutung in psychologisch-therapeutischen oder spirituellen Zusammenhängen, wie beispielsweise in der Achtsamkeitslehre nach Kabat-Zinn, wo er jedoch ohne einen politischen Anspruch oder den Bezug auf Machtverhältnisse verwendet wird.

## Konzept und Aufgaben
Für den Veranstaltungskontext und das Nachtleben wurden in den vergangenen Jahren Initiativen und Gruppen gegründet, die sich für ein diskriminierungs- und gewaltsensibles Veranstaltungsleben einsetzen. So förderte die Antidiskriminierungsstelle des Bundes 2021/22 den Verein Act Aware bei der Entwicklung von Empfehlungen für den Veranstaltungssektor. Das Bundesministerium für Familie, Senioren, Frauen und Jugend fördert das Projekt „support f(x)- Schnittstelle für Awareness, Anti-Diskriminierung und Gewaltprävention“ der Initiative Awareness e.V., bei welchem es um Awareness-Strukturen bei Veranstaltungen geht. In ihrer praktischen Umsetzung soll Awareness diskriminierende Praktiken reduzieren, Menschen sensibilisieren und Folgen von Diskriminierung abfangen. Mitglieder von Awareness-Teams dienen dabei als Ansprechpersonen. Zum Kern von Awareness gehört, die subjektive Sicht betroffener Personen als verbindlich zu erklären. Dies beruht auf dem Konzept der Definitionsmacht. Im Awareness-Leitfaden eines Kunstkollektivs heißt es: „Wir erkennen die Definitionsmacht der betroffenen Person bedingungslos an und sind in allererster Linie für die Unterstützung und den Schutz der betroffenen Person da.“ Awareness-Teams bieten Personen, die sich bedrängt oder unwohl fühlen, Unterstützung an. Ihnen stehen aber weder die Mittel einer polizeilichen Sanktionsmacht noch jene des Hausrechts zur Verfügung, sondern nur der situativen Regelung von Verhaltenskonflikten, vor allem in Form von Gesprächen. Awareness-Teams gehören zur Infrastruktur von Safe Spaces. Häufig sind das bei Veranstaltungen abgegrenzte Räume. Die Teams arbeiten zum Teil auch mit Security-Personal und Türstehern zusammen.
Im Unterschied zu Sicherheitsdiensten ist die Hauptaufgabe eines Awareness-Teams nicht, für die Befolgung von Regeln zu sorgen, „sondern vor allem sich um die Unterstützung derjenigen zu kümmern, die durch Regelüberschreitung Verletzungen erfahren haben“. Die Autoren Jacob Hess, Clémence Bosselut und Fred Stecher weisen darauf hin, dass Awareness-Teams angesprochen werden können, wenn es einer Person schlecht gehe. Dies sei aber kein Ersatz für eine psychotherapeutische Begleitung. In der Regel könne jedoch allein durch Zuhören und Dasein viel aufgefangen werden.

## Verbreitung

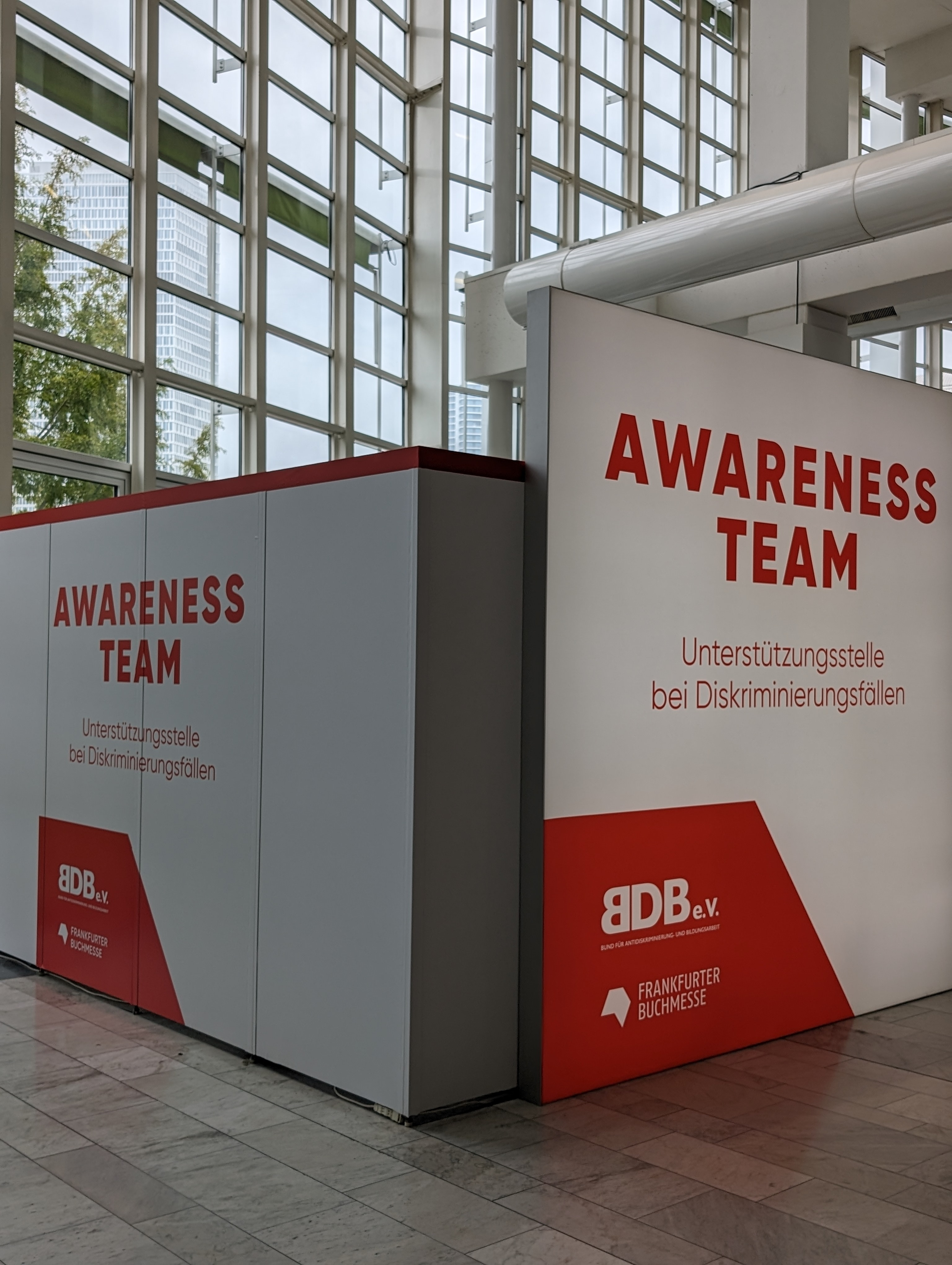
„Unterstützungsstelle bei Diskriminierungsfällen“ bei der Frankfurter Buchmesse 2023

Seit 2014 werden auf dem Fusion Festival, seit 2015 auf dem Festival Nation of Gondwana Awareness-Teams eingesetzt. Auf sexpositiven Partys sind Awareness-Teams verbreitet. 2019 gab es auf Demonstrationen von Fridays for Future Awareness-Teams und Awareness-Zelte.
Seit den 2020er-Jahren haben zahlreiche Veranstaltungen eine Awareness-Struktur, auch Fußballvereine und Karnevalsveranstaltungen arbeiten mit Awareness-Teams zusammen. Seit 2022 werden auf der Frankfurter Buchmesse, der re:publica und bei Rock im Park Awareness-Teams eingesetzt. Nach den MeToo-Vorwürfen gegen Till Lindemann waren bei Rammstein-Konzerten sogenannte „Awareness-Buddies“ präsent. Auf dem Campus der Universität Stuttgart sind Awareness-Teams seit 2023 auf allen Partys unterwegs, die von der Studierendenvertretung organisiert werden. Der 2020 entwickelte Awareness-Leitfaden sei das Ergebnis von Debatten über #MeToo, die „Ja heißt ja“-Regeln und Konsens beim Flirten.
Seit 2021 setzt die Stadt Wien Awareness-Teams im öffentlichen Raum ein, nachdem öffentliche Plätze aufgrund der COVID-19-Pandemie stärker von Jugendlichen frequentiert wurden. Dabei seien 2022 von Mitgliedern des Teams, das aus Sozialarbeitern bestand, über 18.000 Beratungsgespräche durchgeführt worden. In der Schweiz wurde erstmals 2023 ein Awareness-Team beim Hip-Hop-Festival Spex in Bern eingesetzt, zuständig waren zwei Frauen des Festivalkommitees. Während des Badenfahrt-Volksfestes im Kanton Aargau patrouillierten Awareness-Teams zu zweit über das Gelände. Sie sollten zur Stelle sein, falls es zu Diskriminierung und sexualisierter Gewalt kommen sollte.

## Kritische Rezeption
Eine 2023 in der Zeitschrift Leviathan veröffentlichte Studie der Soziologen Nadine Maser und Sighard Neckel wirft dem Awareness-Konzept einen Selbstwiderspruch vor. Bei der Bekämpfung von Diskriminierung werde eine Konstruktionsweise von sozialen Kategorien übernommen, mit der typischerweise viele Arten von Diskriminierung ihrerseits operieren. Maser und Neckel stellen Awareness in den Zusammenhang kontroverser Debatten um das, was als linke „Identitätspolitik“ verhandelt werde, die häufig moralisch aufgeladen geführt würden. In einer 2024 veröffentlichten Replik argumentiert Janna Hilger, Maser und Neckel würden die Vielfalt unterschiedlicher Awareness-Konzepte vernachlässigen. Sie sieht Awareness stattdessen als „eine Modifizierung einer Sorgepraxis, die bereits ganz alltäglich und routiniert geschieht“. Awareness und Safe(r) Spaces seien nicht nur eine individuelle Ressource, sondern auch eine politische, durch die etwa der „Mut zur Kritik und zum Aufbegehren gefördert werden“ könne.
Awareness-Teams stehen auch deshalb in der Kritik, da sie aufgrund der Parteilichkeit für Betroffene keinerlei Interesse an der genauen Rekonstruktion und objektiven Bewertung des Einzelfalls zeigen würden.
Alexander Grau kritisierte in der Zeitschrift Cicero das Awareness-Team auf der Frankfurter Buchmesse 2022 als Möglichkeit zur „Denunziation politisch unliebsamer Teilnehmer“. Jocelyne Iten meinte im NZZ-Magazin, Awareness-Konzepte in Clubs seien Anzeichen politischer Korrektheit im Nachtleben. Frank Jöricke schrieb 2023 in der Welt, die Idee der Party werde mit Awareness-Teams ad absurdum geführt. Nach den von Frauen erhobenen Vorwürfen gegen Till Lindemann forderte Familienministerin Lisa Paus im Juni 2023 den verstärkten Einsatz von Awareness-Teams bei Rockkonzerten. Caspar Shaller kritisierte das in der taz. Mit dem Einsatz von Awareness-Teams könnten Veranstalter vorgaukeln, etwas gegen Sexismus und Diskriminierung zu tun, ohne wirklich aktiv zu werden.